# Yepoella crassistylis
Yepoella crassistylis là một loài nhện trong họ Salticidae.
Loài này thuộc chi Yepoella. Yepoella crassistylis được María Elena Galiano miêu tả năm 1970.